# 델리스파이스
델리스파이스(Deli spice)는 대한민국의 모던 록 밴드이다.

## 결성 및 활동
1995년 PC 통신 하이텔 '메탈동'의 소모임인 '모소모'(모던록 감상 모임)를 중심으로 결성되었다. 당시 김민규는 PC 통신 게시판에 "U2와 R.E.M.같은 음악을 하려 한다"라는 광고를 게시하였다.

## 멤버

### 현재 멤버
- 김민규 (기타, 보컬) - 리더
- 윤준호 (베이스 기타, 보컬)
- 서상준 (드럼, 객원)

### 이전 멤버
- 오인록 (드럼) - 1집 이후, 회사사정으로 탈퇴.
- 이승기 (키보드) - 2집 활동중 탈퇴.
- 양용준 (키보드) - 3집 이후 탈퇴.
- 이요한 (키보드)
- 최재혁 (드럼) - 6집 이후 옐로우 몬스터즈 활동으로 탈퇴.

## 음반 목록
첫 번째부터 세 번째까지의 음반은 밴드의 리더인 김민규가 문라이즈를 설립하여 뮤직디자인으로부터 판권을 이양받았다. 2005년 12월 7일에 재발매되었다.
1. Deli Spice - 1997년 8월 8일
2. Welcome To The Delihouse - 1999년 3월 3일
3. 《슬프지만 진실...》 - 2000년 2월
4. Drrr.. - 2001년 9월 13일
5. Espresso - 2003년 1월 24일
6. Bombom - 2006년 2월 14일
7. Open your eyes - 2011년 9월 29일
8. 연(聯) - 2012년 8월 23일
9. Time Machine(타임머신) - 2014년 3월 21일